# Ruby
Ruby (произнася се руби, на български означава рубин) е интерпретируем, интерактивен, обектно ориентиран език за програмиране. Комбинира черти от много други езици, сред които Smalltalk, Perl, Lisp и Python. Основната му имплементация е безплатна и с отворен код.

## История
Езикът е създаден от японеца Юкихиро Мацумото, по прякор „Мац“. Той започва работа по Ruby през 1993. През 1995 излиза първата версия на езика.
Името на езика произлиза от зодиакалния камък на приятел и колега на Юкихиро.
До октомври 2006 последната стабилна версия е 1.8.5. Клонът 1.8.х е стабилен, разработчиците работят в клона 1.9, който след стабилизирането си ще се превърне в 2.0.

## Мотивация
Водещият принцип на Мац при създаването на езика е да направи програмистите щастливи чрез намаляване на ненужната работа, следвайки принципите за дизайн на потребителски интерфейс. Мац твърди, че дизайнът на приложения трябва да отговаря на човешките, а не на компютърните нужди.
Стремежът е Ruby да следва принципа на най-малка изненада. Това означава, че поведението на езика трябва да е интуитивно и той трябва да работи така, както програмистът би очаквал. Възможно е крайният резултат да е „принципът на най-малка изненада за Мац“, но огромен брой програмисти по света твърдят, че езикът съответства и на техния модел на мислене.

## Семантика
Ruby е обектно ориентиран. Всяка единица с данни, била тя променлива, константа или даже литерал, е обект. Всяка функция е метод. Променливите са винаги псевдоними на обектите и никога самите обекти.
Въпреки че Ruby не поддържа множествено наследяване, класовете могат да импортират модули и поддържат динамично делегиране.
Според често задаваните въпроси от документацията на Ruby, „ако харесвате Perl, ще започнете да харесвате и Ruby и лесно ще навлезете в неговата семантика. Ако харесвате Python, може би ще се отдръпнете заради огромната разлика във философиите на Python и Ruby/Perl“

## Характеристики
- обектно ориентиран
- четири нива на достъп: глобално, класово, инстанция и локално
- обработка на изключения
- итератори
- анонимни функции и затваряния (closures)
- вграден синтаксис за боравене с регулярни изрази
- предефиниране на операторите
- вградено автоматично управление на паметта
- многоплатформеност
- свободно зареждане на динамични библиотеки
- поддържане на многонишково програмиране с обособена разлика между нишки и фибри
- интроспекция, отразяване и метапрограмиране
- богата стандартна библиотека
- промяна на обектите по време на изпълнение

Ruby все още не поддръжка цялостно Уникод, а само частично UTF-8.

## Хранилища и библиотеки
Ruby Application Archive (RAA) Архив на оригинала от 2013-08-05 в Wayback Machine. и RubyForge са хранилища с повече от 2000 приложения и библиотеки.
RubyGems е стандартният пакетен мениджър за инсталиране на допълнителни библиотеки. По начина си на употреба силно прилича на портовата система, срещана в различните BSD дистрибуции.

## Примерен код

### Hello World
```
 puts "Hello World!"
```

### Прости функционалности
```
# напомняме, че всичко е обект:
-199.abs                                       # 199
"ruby is cool".length                          # 12
"Rick".index("c")                              # 2
"Nice Day Isn't It?".split(//).uniq.sort.join  # " '?DINaceinsty"
```

### Работа с низове
```
str = "Ruby rocks"
str[0]                                         # 82
str.include? "Ruby"                            # true
str.include? "Rails"                           # false
str.start_with? "Ruby"                         # true
str.end_with? "Ruby"                           # false
str.slice(0,4)                                 # "Ruby"
str + "!"                                      # "Ruby rocks!"
```

### Работа с регулярни изрази
```
"Ruby rocks".match(/.+ ([a-z]+)/)[1]           # "rocks"
"Ruby rocks" =~ /[a-z]+/                       # 0
"Ruby rocks" =~ /[a-zA-Z]+/                    # 0
```

### Работа с масиви
```
 arr1 = [1,10,3,6,3]
 arr2 = [9,4, 5,3,2]
 arr1.sort                                     # [1, 3, 3, 6, 10]
 arr1.max                                      # 10
 arr1.min                                      # 1
 arr1 + arr2                                   # [1, 10, 3, 6, 3, 9, 4, 5, 3, 2]
 arr1 – arr2                                   # [1, 10, 6]
 arr1 & arr2                                   # [3]
```

### Работа с дата и час
```
 date = Date.new(2010, 03, 22)                 # #<Date: 4910555/2,0,2299161>
 date.day                                      # 22
 date.month                                    # 3
 date.year                                     # 2010
 date.strftime("%d-%m-%Y")                     # "22-03-2010"
```

## Реализация
Ruby има две основни реализации: официалният интерпретатор, който е и най-широко използван, и JRuby — интерпретатор написан на Java.

### Операционни системи
Ruby се разпространява за следните операционни системи:
- повечето версии на Unix, включително Linux
- DOS
- Microsoft Windows 95/98/XP/NT/2000/2003/Vista
- Mac OS X
- BeOS/Haiku os
- Amiga
- MorphOS
- Acorn RISC OS
- OS/2
- Syllable

### Лиценз
Интерпретаторът и библиотеките са с двоен лиценз: GPL и Ruby License .

## Ruby on Rails
Ruby on Rails ("Руби на релси", често съкращавано само на Rails или RoR) е набиращ популярност фреймуърк за уеб приложения, написан изцяло на Ruby, включващ в себе си множество реализирани шаблони за програмиране, сред които Model-View-Controller, ActiveRecord и много други. Самият фреймуърк се предлага като пакет през RubyGems (gem install rails).